# Cuca BGI
Cuca BGI ist ein Getränkeproduzent aus Angola. Sein bekanntestes Produkt ist das Bier Cuca, das dort seit 1952 gebraut wird und seither als Marktführer in Angola gilt. Cuca produziert täglich etwa 100.000 Kisten Bier.

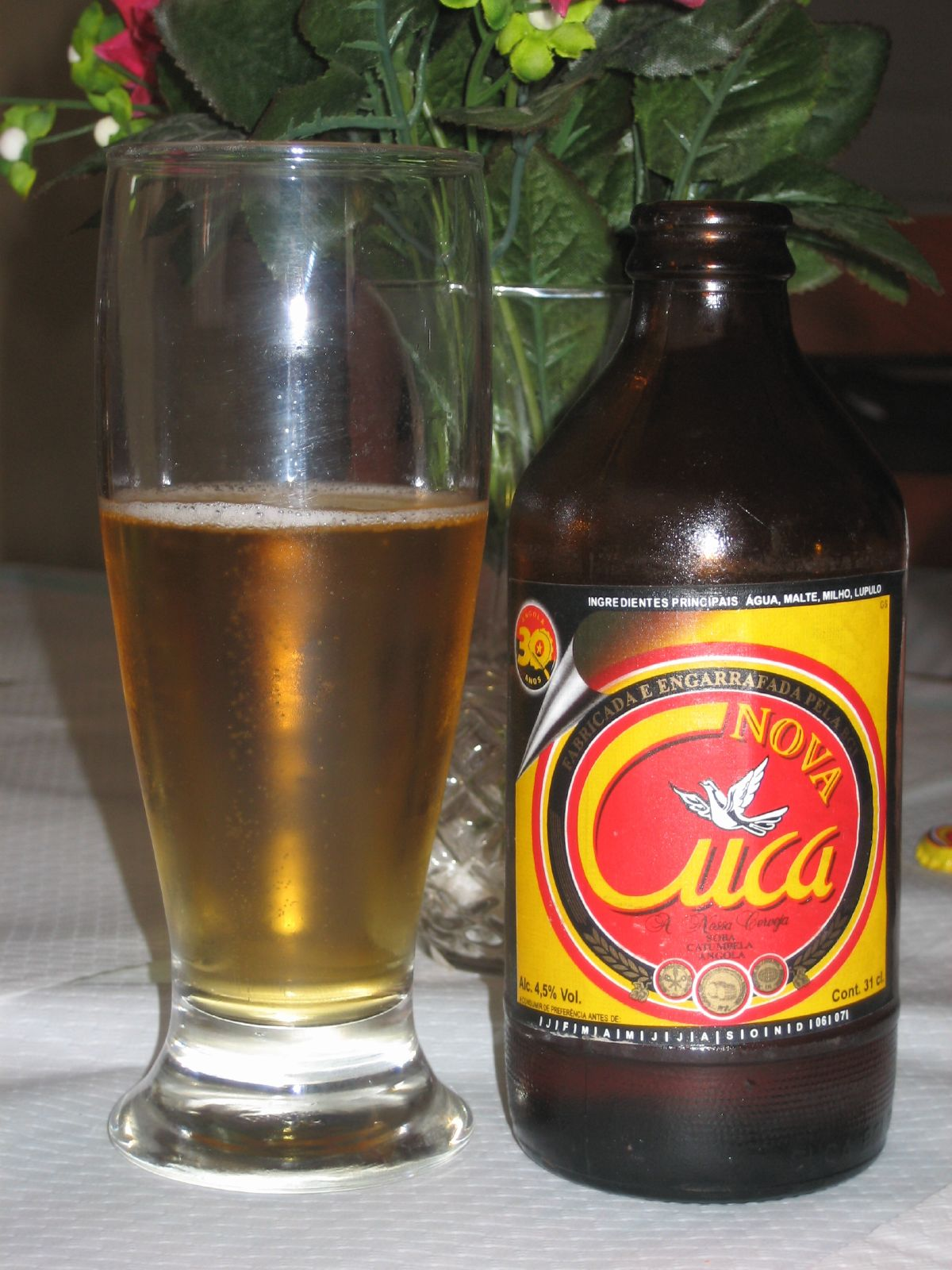
Eine Flasche Cuca (2006)

## Geschichte
In der damaligen portugiesischen Kolonie Angola gründeten die beiden führenden portugiesischen Brauereiunternehmen Companhia União Fabril Portuense das Fábricas de Cerveja e Bebidas Refrigerantes (CUFP, heute Unicer) und Sociedade Central de Cervejas e Bebidas (SCC) im Jahr 1947 die CUCA - Companhia União de Cervejas de Angola. 1952 eröffnete die Brauanlage in Luanda. Seither gilt Cuca als beliebtestes Bier in Angola.
Nach der Unabhängigkeit Angolas im Jahr 1975 wurden alle bedeutenden Unternehmen verstaatlicht, so auch die Unternehmen des Brauwesens. 1980 erfolgte in dem Zuge die Gründung des staatlichen Bier-Konzerns Empresa Nacional de Cervejas de Angola (ENC), in dem neben der Cuca auch die übrigen Brauereien Angolas zusammengefasst wurden, insbesondere die EKA, die Nocal und die Ngola.
1994 schloss das angolanische Industrieministerium mit der französischen BGI der Groupe Castel ein Kooperationsabkommen, das Investitionen und im Gegenzug eine große Minderheitsbeteiligung und die wesentliche Führung der Cuca-Brauerei vorsah. Bereits seit 1993 arbeitete die angolanische Führung mit BGI im Brauereisektor zusammen.
Mit dem Ende des angolanischen Bürgerkriegs 2002 und dem einsetzenden Wirtschaftswachstum nahm auch der Bierabsatz stark zu und erforderte große Investitionen und Modernisierungen. Im Jahr 2005 beschloss die Regierung Angolas dann die Privatisierung der vier Brauereien des Landes, neben der Cuca die ebenfalls in Luanda angesiedelte Nocal, die EKA in Dondo und die Ngola in Lubango.
Die Castel BGI übernahm daraufhin 2007 die Cuca-, EKA- und Nocal-Brauereien und führt sie seither in ihrer Tochterfirma Cuca BGI. Um 2009 baute sie bestehende Brauereien weiter aus, insbesondere die Anlage Cobeje in Bom Jesus nahe Luanda, und sie errichtete zusätzliche Brauereien, so die Cerbab in Cabinda und die Nocebo in Huambo.
Im Rahmen eines Übereinkommens mit der Castel BGI übergab ihr die SABMiller ihre Beteiligungen in Angola im Austausch mit Beteiligungen in anderen afrikanischen Ländern, speziell Nigeria. Seither besitzt Cuca BGI mit Cuca, EKA, Nocal und Ngola die wichtigsten Biermarken Angolas und zudem den Vertrieb von Coca-Cola, Guinness und anderen Marken.
Cuca BGI wandte sich danach erstmals auch dem Export zu. Nachdem man nun regelmäßig nach São Tomé und Príncipe exportiert und insbesondere im Grenzverkehr auch nach Namibia, begann man auch nach Portugal und London zu verkaufen. Neben Kap Verde gedenkt Cuca insbesondere nach Portugal verstärkt zu exportieren und begann in dem Zusammenhang bereits mit der Planung einer eigenen Brauerei dort, um zukünftig die hohen Transport- und Einfuhrkosten zu vermeiden. Brasilien und die USA sind die weiteren strategischen Exportziele der Cuca BGI.

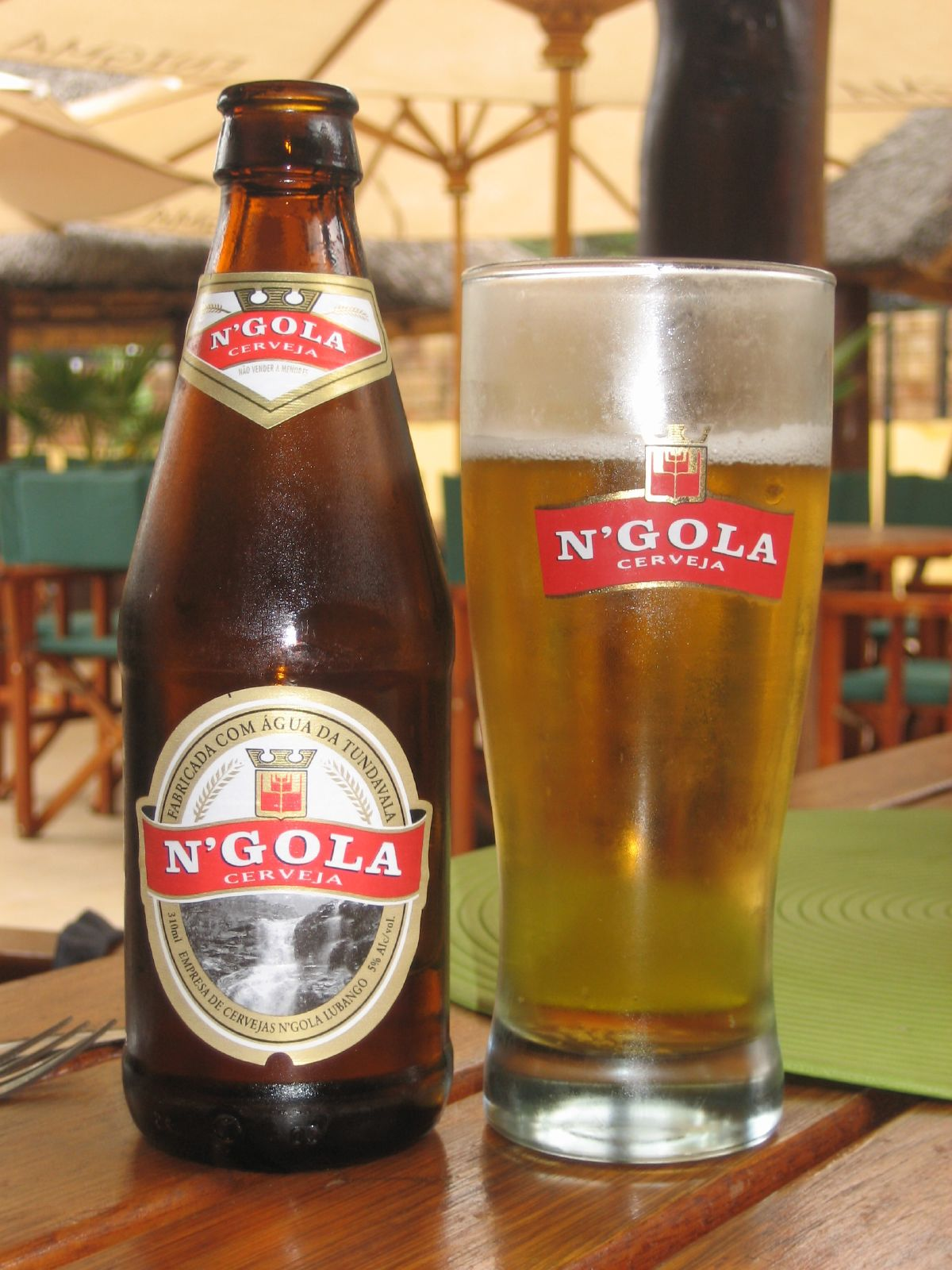
Eine Flasche Ngola-Bier aus Lubango (2006)

## Produktionsstandorte und Marken
Die Grupo Castel Angola produziert an folgenden Standorten. Gründungsdatum und zugehörige Hauptmarke sind soweit bekannt in Klammer angegeben.
- Luanda (1947 gegründet, Marke: Cuca)
- Luanda (1958, Nocal)
- Companhia Castel de Bebidas de Luanda
- COBEJE - Companhia de Bebidas do Bom Jesus
- Dondo (1969, EKA)
- Lubango (1974, N’gola)
- Catumbela (Angola) (SOBA, CCC)
- Huambo (2009 wieder eröffnet)
- Cabinda

Biere weitere Marken, wie zum Beispiel Sagres und 33 werden unter Lizenz hergestellt. Sagres gilt hinter Cuca als beliebtestes Bier.
Zudem hält die Cuca BGI eine Beteiligung von 60 % an der ursprünglich 1956 gegründeten und 2004 neugegründeten Glasfabrik Vidrul bei Luanda, die 440 Angestellte hat und Einwegflaschen für den einheimischen Markt produziert, und auch nach Madagaskar exportiert (Zahlen nach Stand 2012).